# Ukrajinské námořní letectvo
Ukrajinské námořní letectvo (ukrajinsky Морська авіація України, rusky Морская авиация Украины) je leteckou složkou Ukrajinského námořnictva. Vzniklo po rozpadu Sovětského svazu v roce 1992 z jednotek a vybavení Sovětského námořního letectva nacházejících se na území Ukrajiny.

## Přehled letadel

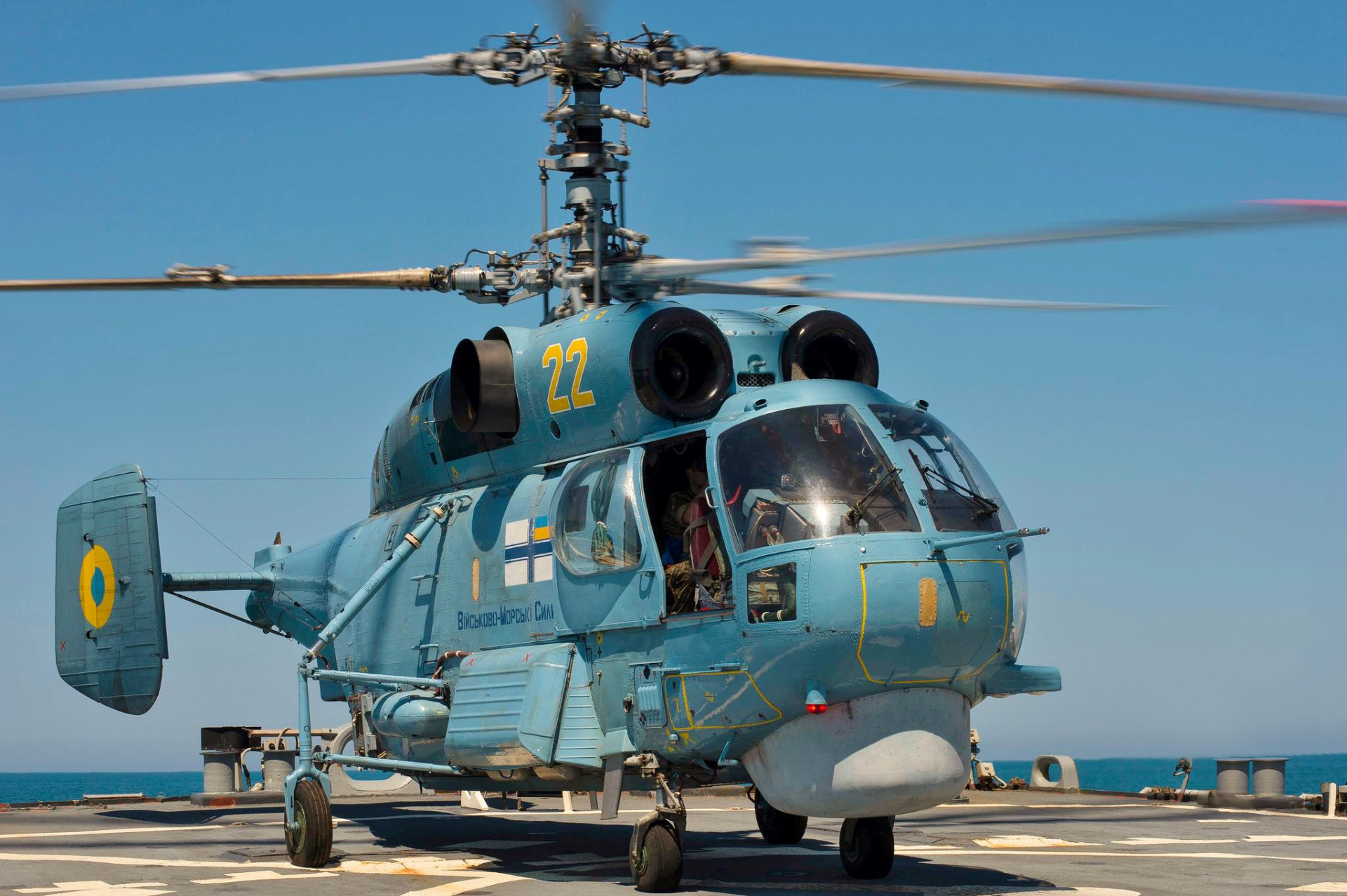
Protiponorkový vrtulník Kamov Ka-27

Tabulka obsahuje přehled letecké techniky Ukrajinského námořnictva podle Flightglobal.com.
| Název                          | Původ             | Určení                                | Verze             | Ve službě         | Poznámky          |                   |
| Speciální letadla              | Speciální letadla | Speciální letadla                     | Speciální letadla | Speciální letadla | Speciální letadla | Speciální letadla |
| ------------------------------ | ----------------- | ------------------------------------- | ----------------- | ----------------- | ----------------- | ----------------- |
| Berijev Be-12                  | Sovětský svaz     | pátrání a záchrana                    |                   | 2                 |                   |                   |
| Dopravní a transportní letouny |                   |                                       |                   |                   |                   |                   |
| Antonov An-26                  | Ukrajina          | vojenský transportní letoun           |                   | 2                 |                   |                   |
| Vrtulníky                      |                   |                                       |                   |                   |                   |                   |
| Kamov Ka-27                    | Sovětský svaz     | protiponorkový a víceúčelový vrtulník |                   | 4                 |                   |                   |
| Kamov Ka-226                   | Rusko             | lehký víceúčelový vrtulník            |                   | 1                 |                   |                   |
| Mil Mi-14                      | Sovětský svaz     | protiponorkový vrtulník               |                   | 4                 |                   |                   |